# Gesteelde druppelzwam
De gesteelde druppelzwam (Dacrymyces capitatus) is een schimmel uit de familie Dacrymycetaceae. Hij behoort tot de groep van de geel tot oranje gekleurde druppelzwammen. Hij leeft saprofyt (van dood plantaardig materiaal). Hij groeit in groepjes bij elkaar op vooral loofbomen.

## Kenmerken
De gesteelde druppelzwam heeft "druppels" die niet groot zijn (maximaal 3 mm). Ze zijn bol- tot lensvormig. Ook heeft hij een kleine steel, die met een loep is waar te nemen. 
De sporen zijn glad, hyaliene in KOH, met veel oliedruppeltjes; wordt langzaam septaat met 3 dunne septa en meten 12–15 × 4,5–7 µm. De basidia zijn Y-vormig en meten 25-35 x 4-5 µm. Hyfen zijn 1,5–2,5 µm breed, glad of een beetje opgeruwd, hyaliene in KOH. Er zijn geen gespen aanwezig.

## Vergelijkbare soorten
De sporen van de gesteelde druppelzwam zijn smaller dan de sporen van de oranje druppelzwam.

## Nederland
In Nederland komt de schimmel vrij algemeen voor.

## Foto's

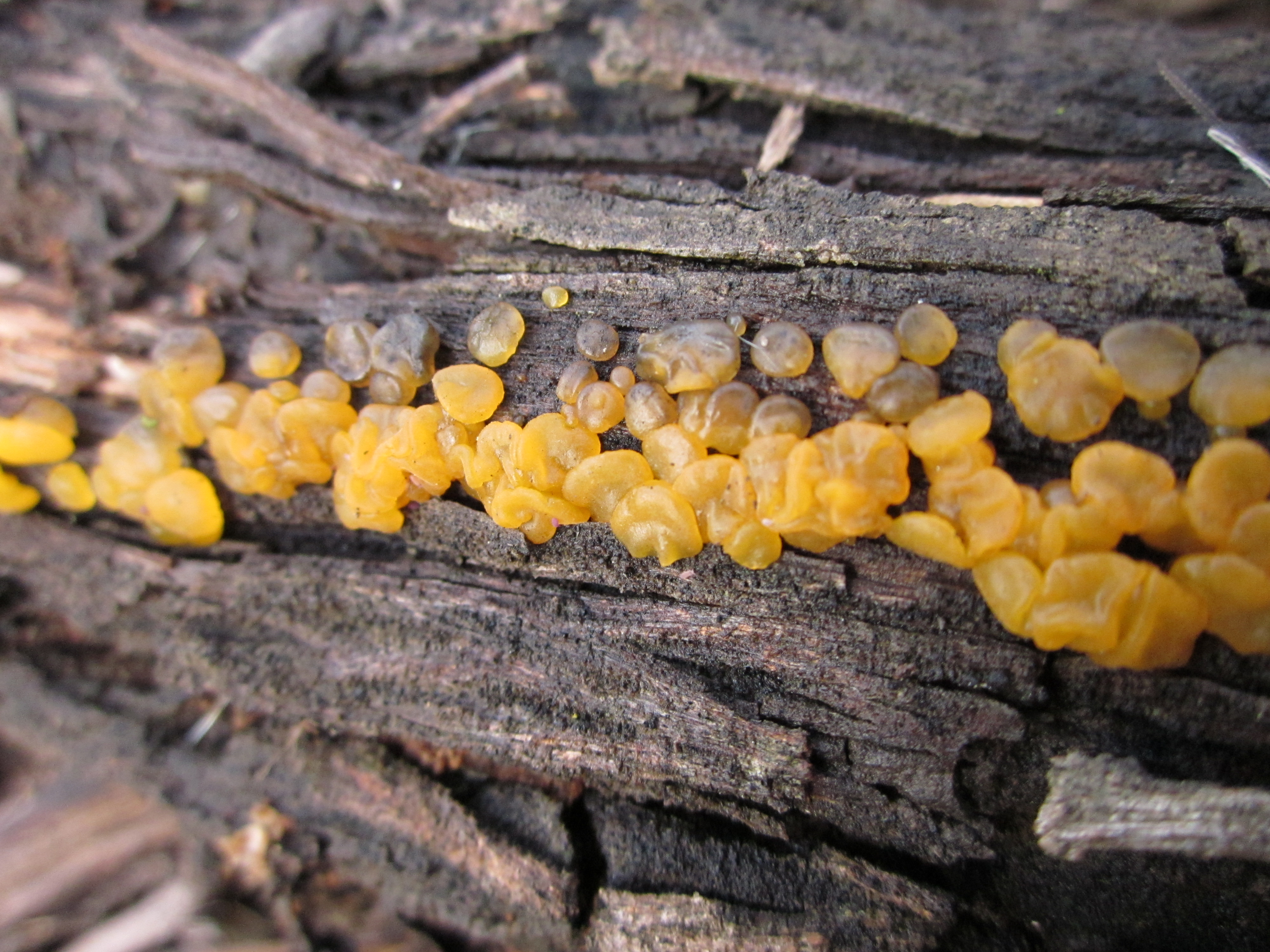
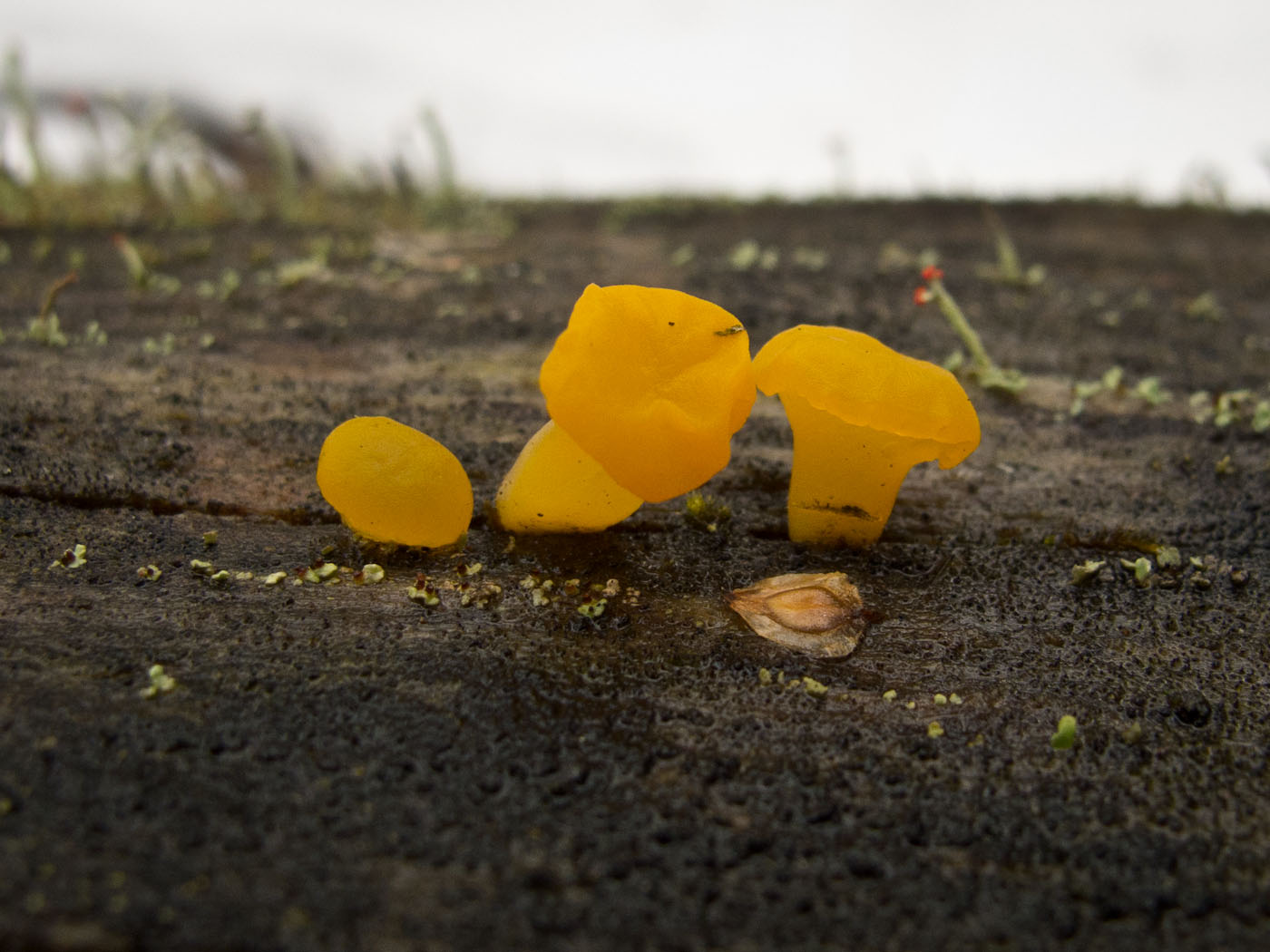
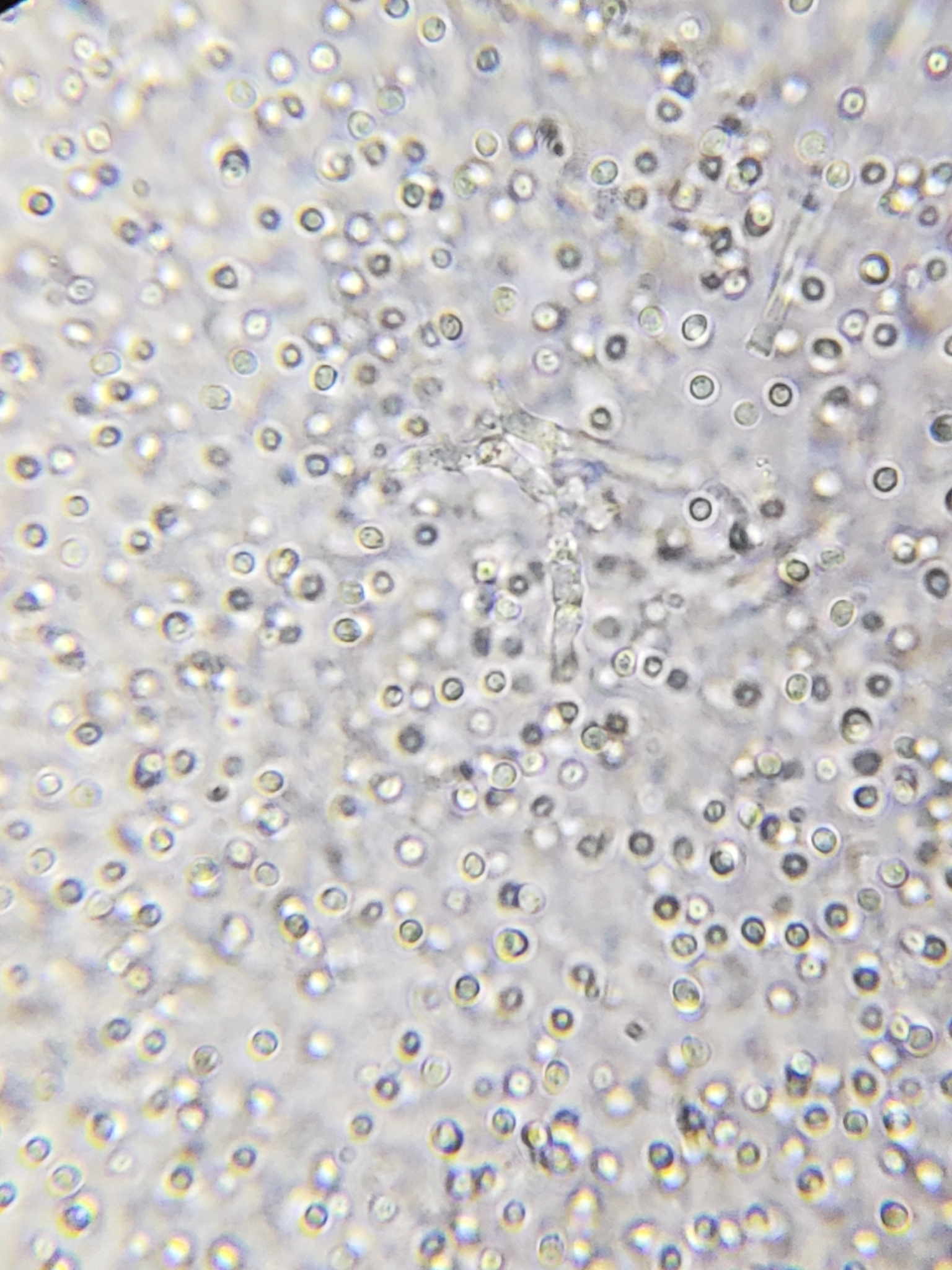
Sporen
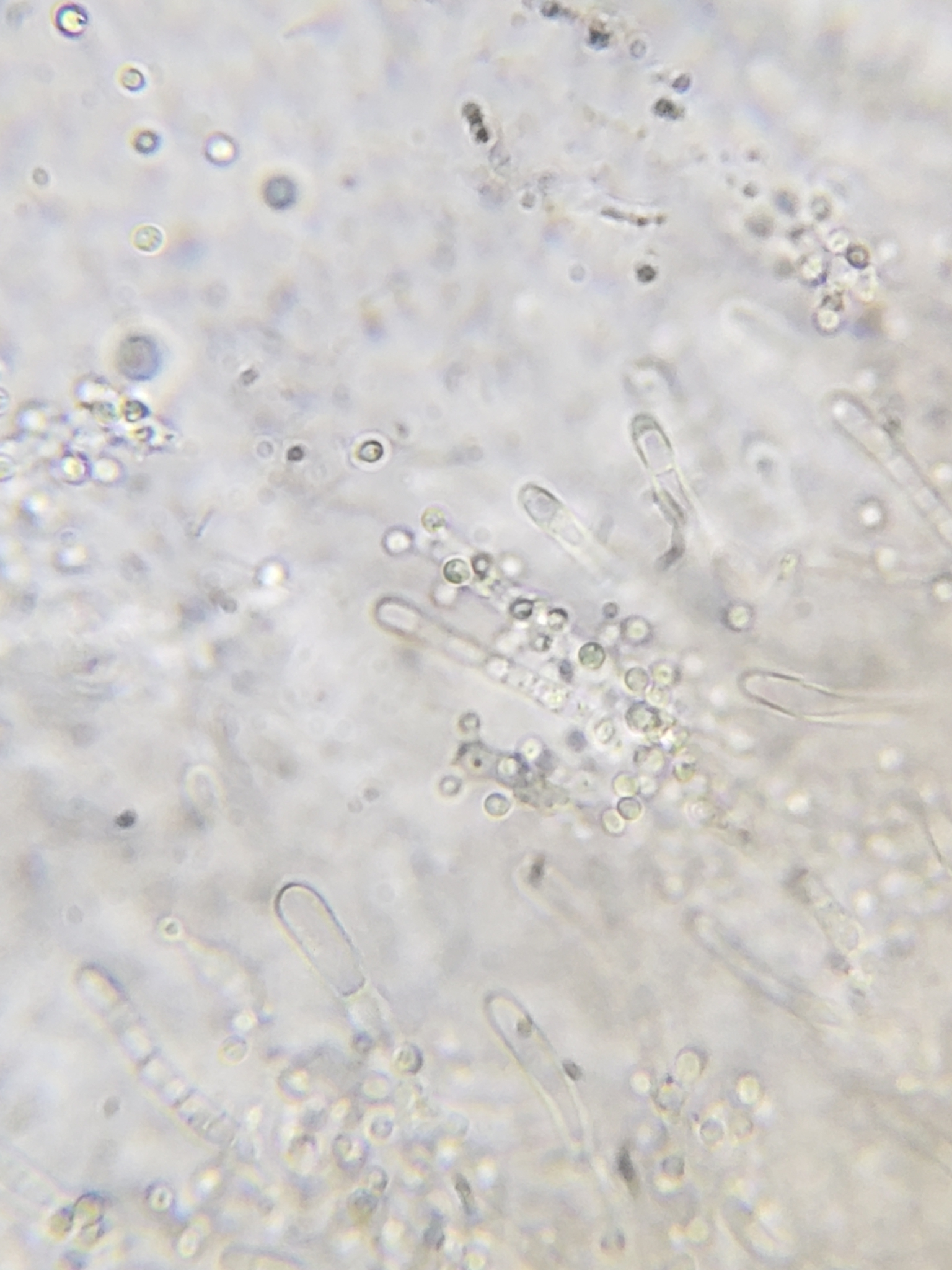